# Steve Guerdat
Steve Guerdat (ur. 10 czerwca 1982 w Bassecourt) – szwajcarski jeździec sportowy, złoty medalista olimpijski z Londynu.

## Życiorys
Jego ojciec, Philippe Guerdat, startował w jeździectwie na igrzyskach olimpijskich w Los Angeles i Seulu.
W latach 1997–2002 startował w zawodach młodzieżowych, dwukrotnie zdobywając z drużyną Szwajcarii brąz mistrzostw Europy. W sezonie 2002/2003 został wybrany debiutantem roku.
W 2004 na wałachu Olympic zajął piąte miejsce w drużynowych skokach na igrzyskach w Atenach. W 2007 na ogierze Tresor zajął trzecie miejsce w finale Pucharu Świata w Las Vegas. W 2008 został mistrzem Szwajcarii w skokach na wałachu Ferrari. Na igrzyskach w Pekinie na klaczy Jalisca Solier zdobył brązowy medal w drużynowych skokach na skutek dyskwalifikacji norweskiego zawodnika oraz dziewiąte miejsce indywidualnie. W latach 2009 i 2011 był wybierany jeźdźcem roku w Szwajcarii. W 2012, startując na wałachu Nino de Buissonnets, zajął drugie miejsce w finale Pucharu Świata w ’s-Hertogenbosch. Na igrzyskach w Londynie również na Nino de Buissonnets jako jedyny przejechał oba finałowe przejazdy bez punktów karnych, wyprzedzając Gerco Schrödera i Ciana O'Connora, którzy przekroczyli limit czasu o jedną sekundę.

## Konie
Obecne:
- Jalisca Solier (* 1997), selle français, klacz, właściciel: Yves G. Piaget
- Tresor V (* 1996), belgijski koń gorącokrwisty, ogier, właściciel: Yves G. Piaget
- Ferrari VI (* 1999), koń oldenburski, wałach, właściciel: Yves G. Piaget
- Nino des Buissonnets (* 2001), selle français, wałach, właściciel: Urs Schwarzenbach
- Nasa (*2001), selle français, klacz, właściciel: Urs Schwarzenbach
- Carpalo (*2001), koń holsztyński, wałach, właściciel: Urs Schwarzenbach

Byłe:
- Olympic Z (*1996), holenderski koń gorącokrwisty, wałach
- Pialotta (* 1991), koń westfalski, klacz
- Tiyl (* 1996), belgijski koń gorącokrwisty, wałach
- Urgent III (* 2001), holenderski koń gorącokrwisty, wałach